# Dejvid Siman
Dejvid Endru Siman (engl. David Andrew Seaman; Roteram, 19. septembar 1963) bivši je engleski fudbaler koji je igrao na poziciji golmana. Trenutno je trener golmana u Vembliju.
U svojoj klupskoj karijeri koja je trajala 23 godine, najviše je sezona proveo, a ujedno i najviše utakmica odigrao, za Arsenal. Za reprezentaciju Engleske nastupao je 75 puta i predstavljao ju je na dva evropska (1996. i 2000) i dva svetska prvenstva (1998. i 2002). Nalazi se na drugom mestu engleskih golmana sa najviše utakmica odigranih za reprezentaciju posle Pitera Šiltona.
Godine 2004, je završio karijeru zbog povrede ramena.

## Uspesi
Arsenal
- Prva divizija: 1990/91.
- Premijer liga: 1997/98, 2001/02.[2]
- FA kup: 1992/93, 1997/98, 2001/02, 2002/03.
- Liga kup: 1992/93.
- FA Komjuniti šild: 1991, 1998, 2002.
- Kup pobednika kupova: 1993/94.
- Kup UEFA finalista: 1999/00.
- UEFA superkup finalista: 1994.

Individualni
- Igrač meseca Premijer lige: april 1995.[2]
- Tim turnira Evropskog prvenstva: 1996.
- Tim godine Premijer lige: 1996/97.
- Nagrade decenije (1992—2002):
  - Tim decenije
  - Golman sa najviše utakmica bez primljenog gola (130)

## Spoljašnje veze
- Dejvid Siman na veb-sajtu Transfermarkt (jezik: engleski)
- Dejvid Siman na veb-sajtu  (jezik: engleski)
- Dejvid Siman na veb-sajtu  (jezik: engleski)